# Willie Steele
William Samuel "Willie" Steele (El Centro, 14 de julho de 1923 – Oakland, 19 de setembro de 1989) foi um atleta e campeão olímpico norte-americano especializado no salto em distância.
Vencedor por duas vezes do USA Outdoor Track and Field Championships e do campeonato da National Collegiate Athletic Association no salto em distância, venceu as qualificatórias americanas em 1948 com a marca de 7,98 m e conquistou a medalha da ouro da modalidade em Londres 1948 com a marca de 7,82 m, mesmo dando apenas dois saltos devido a uma contusão no tornozelo sofrida durante a prova. Um dos melhores saltadores do mundo da década de 40, foi ranqueado como n°1 do mundo entre 1947 e 1948 pela revista especializada Track & Field News.
Melhor marca pessoal: 8,08 m (1947).